# 恩德利希霍芬
恩德利希霍芬是德国莱茵兰-普法尔茨州的一个市镇。总面积2.24平方公里，总人口152人，其中男性88人，女性64人（2011年12月31日），人口密度68人/平方公里。